# 浅野栄蔵
浅野 栄蔵（あさの えいぞう、生没年不詳）は明治時代の地本問屋。

## 来歴
明治12年（1879年）に上野広小路町3、明治14年（1881年）に上野東黒門町14、後に浅草区山ノ宿46において地本問屋を営業している。月岡芳年、豊原国周、3代歌川広重、楊洲周延の錦絵を出版している。

## 作品
- 月岡芳年 「熊本城徒討伐之図」 大判3枚続 明治9年
- 豊原国周 「在東京外国人中ヨリさんぎり物芝居」 大判3枚続 明治12年
- 3代歌川広重 「内国勧業博覧会 不忍池大花火図」
- 楊洲周延 「北海道御巡幸之図」
- 豊原国周 「奏楽天覧」